# Montpellier Water-Polo
Il Montpellier Water-Polo è una società francese di pallanuoto, con sede nella città di Montpellier e militante nella massima divisione, il Championnat Élite.

## Storia
Il club fu fondato nel 1998 a seguito del fallimento della sezione pallanuotistica del Montpellier Université Club, società polisportiva tuttora esistente, da Christophe Spilliaert, figlio dell'ex pallanuotista Marcel, e dalla madre Louise.
Nel 2008 conquista i primi due titoli della sua storia, la Coppe di Francia a giugno (stagione 2007-2008) e settembre (stagione 2008-2009), ottenendo anche due secondi posti nel campionato nazionale (2007 e 2010). Nel 2012 e nel 2014, invece, si laurea per due volte campione di Francia

## Palmarès
- Campionato francese: 2

2012, 2014
- Coupe de France: 2

giugno 2008, ottobre 2008
- Coupe de la Ligue: 1

2017

## Rosa 2021-2022
| N° |                       | Ruolo | Giocatore           |
| -- | --------------------- | ----- | ------------------- |
|    | Montenegro (bandiera) | P     | Lazar Andrić        |
|    | Francia (bandiera)    | P     | Dario Garcia        |
|    | Francia (bandiera)    |       | Maxime Bliek        |
|    | Francia (bandiera)    |       | Arthur Matei-Acosta |
|    | Francia (bandiera)    |       | Logan Piot          |
|    | Francia (bandiera)    |       | Thomas Vilcot       |
|    | Francia (bandiera)    |       | Ivan Delas          |
|    | Francia (bandiera)    |       | Hugo Roussel        |

| N° |                       | Ruolo | Giocatore         |
| -- | --------------------- | ----- | ----------------- |
|    | Francia (bandiera)    |       | Ilija Mustur      |
|    | Montenegro (bandiera) |       | Marko Ivanković   |
|    | Argentina (bandiera)  |       | Tomas Alfonso     |
|    | Serbia (bandiera)     |       | Uroš Kalinić      |
|    | Croazia (bandiera)    |       | Duje Živković     |
|    | Croazia (bandiera)    |       | Ivan Živković     |
|    | Francia (bandiera)    |       | Marcel Spilliaert |